# Pickens, South Carolina
Pickens är administrativ huvudort i Pickens County i den amerikanska delstaten South Carolina. Pickens grundades 1868 i närheten av countyts tidigare huvudort Pickens Court House, så att domstolshusets, frimurarhusets och fängelsets läge flyttades 22,5 km österut. Den tidigare kommunformen var town men år 1998 beslutades det om att kalla kommunen city i stället.

## Kända personer från Pickens
- Earle Morris, politiker